# 2017年のWTAツアー
2017年のWTAツアーは2017年のWTAツアーの日程と決勝結果である。

## 日程
2017年WTAカレンダーより作成
| グランドスラム          |
| WTAファイナルズ         |
| プレミア・マンダトリー  |
| プレミア5               |
| WTAエリート・トロフィー |
| プレミア                |
| インターナショナル      |
| チームイベント          |

| 日時            | 大会名 | 優勝者                                                        | 準優勝者                                             | 試合結果 （スコア） |
| --------------- | --- | ------------------------------------------------------------- | ---------------------------------------------------- | ------------------- |
| 1月2日          | ホップマンカップ パース 男女混合国別対抗戦 - ハード (室内) - 8チーム (RR)                                                 | フランス                                                      | アメリカ合衆国                                       | 2–1                 |
| 1月2日          | ブリスベン国際 ブリスベン $1,000,000 - ハード - 30S/32Q/16D                                                               | カロリナ・プリスコバ                                          | アリーゼ・コルネ                                     | 6–0, 6–3            |
| 1月2日          | ブリスベン国際 ブリスベン $1,000,000 - ハード - 30S/32Q/16D                                                               | ベサニー・マテック＝サンズ サニア・ミルザ                     | エカテリーナ・マカロワ エレーナ・ベスニナ            | 6–2, 6–3            |
| 1月2日          | 深圳オープン 深圳 $750,000 - ハード - 32S/16Q/16D                                                                         | カテリナ・シニアコバ                                          | アリソン・リスク                                     | 6–3, 6–4            |
| 1月2日          | 深圳オープン 深圳 $750,000 - ハード - 32S/16Q/16D                                                                         | アンドレア・フラバーチコバ 彭帥                               | ラルカ・オラル オリガ・サブチュク                    | 6–1, 7–5            |
| 1月2日          | ASBクラシック オークランド $250,000 - ハード - 32S/32Q/16D                                                                | ローレン・デービス                                            | アナ・コニュ                                         | 6–3, 6–1            |
| 1月2日          | ASBクラシック オークランド $250,000 - ハード - 32S/32Q/16D                                                                | キキ・ベルテンス ヨハンナ・ラーション                         | デミ・シュース レナタ・ボラコバ                      | 6–2, 6–2            |
| 1月9日          | アピア国際 シドニー $776,000 - ハード - 30S/32Q/16D                                                                       | ジョアンナ・コンタ                                            | アグニエシュカ・ラドワンスカ                         | 6–4, 6–2            |
| 1月9日          | アピア国際 シドニー $776,000 - ハード - 30S/32Q/16D                                                                       | ティメア・バボシュ アナスタシア・パブリュチェンコワ           | サニア・ミルザ バルボラ・ストリコバ                  | 6–4, 6–4            |
| 1月9日          | ホバート国際 ホバート $250,000 - ハード - 32S/32Q/16D                                                                     | エリーズ・メルテンス                                          | モニカ・ニクレスク                                   | 6–3, 6–1            |
| 1月9日          | ホバート国際 ホバート $250,000 - ハード - 32S/32Q/16D                                                                     | ラルカ・オラル オリガ・サブチュク                             | ガブリエラ・ダブロウスキー 楊釗煊                    | 0–6, 6–4, [10–5]    |
| 1月16日 1月23日 | 全豪オープン メルボルン A$22,697,600 - ハード 128S/96Q/64D/32X シングルス – ダブルス – 混合ダブルス                       | セリーナ・ウィリアムズ                                        | ビーナス・ウィリアムズ                               | 6–4, 6–4            |
| 1月16日 1月23日 | 全豪オープン メルボルン A$22,697,600 - ハード 128S/96Q/64D/32X シングルス – ダブルス – 混合ダブルス                       | ベサニー・マテック＝サンズ ルーシー・サファロバ               | アンドレア・フラバーチコバ 彭帥                      | 6–7(4), 6–3, 6–3    |
| 1月16日 1月23日 | 全豪オープン メルボルン A$22,697,600 - ハード 128S/96Q/64D/32X シングルス – ダブルス – 混合ダブルス                       | アビゲイル・スピアーズ フアン・セバスティアン・カバル         | サニア・ミルザ イワン・ドディグ                      | 6–2, 6–4            |
| 1月30日         | サンクトペテルブルク・レディース・トロフィー サンクトペテルブルク $776,000 - ハード (室内) - 28S/32Q/16D                  | クリスティナ・ムラデノビッチ                                  | ユリア・プチンツェワ                                 | 6–2, 6–7(3), 6–4    |
| 1月30日         | サンクトペテルブルク・レディース・トロフィー サンクトペテルブルク $776,000 - ハード (室内) - 28S/32Q/16D                  | エレナ・オスタペンコ アリシア・ロソルスカ                     | ダリア・ユラク クセーニャ・クノル                    | 3–6, 6–2, [10–5]    |
| 1月30日         | 台湾オープン 台北 $250,000 - ハード - 32S/24Q/16D                                                                         | エリナ・スビトリナ                                            | 彭帥                                                 | 6–3, 6–2            |
| 1月30日         | 台湾オープン 台北 $250,000 - ハード - 32S/24Q/16D                                                                         | 詹皓晴 詹詠然                                                 | ルーシー・ハラデツカ カテリナ・シニアコバ            | 6–4, 6–2            |
| 2月6日          | フェドカップ1回戦 オストラヴァ - ハード (室内) マウイ - ハード (室内) ミンスク - ハード (室内) ジュネーヴ - ハード (室内) | 勝利チーム · チェコ · アメリカ合衆国 · ベラルーシ · スイス    | 敗退チーム · スペイン · ドイツ · オランダ · フランス | 3–2 4–0 4–1         |
| 2月13日         | カタール・トータル・オープン ドーハ $776,000 - ハード - 28S/32Q/28D                                                       | カロリナ・プリスコバ                                          | キャロライン・ウォズニアッキ                         | 6–3, 6–4            |
| 2月13日         | カタール・トータル・オープン ドーハ $776,000 - ハード - 28S/32Q/28D                                                       | アビゲイル・スピアーズ カタリナ・スレボトニク                 | オリガ・サブチュク ヤロスラワ・シュウェドワ          | 6–3, 7–6(7)         |
| 2月20日         | ドバイ・デューティ・フリー・テニス選手権 ドバイ $2,666,000 - ハード - 56S/32Q/16D                                         | エリナ・スビトリナ                                            | キャロライン・ウォズニアッキ                         | 6–4, 6–2            |
| 2月20日         | ドバイ・デューティ・フリー・テニス選手権 ドバイ $2,666,000 - ハード - 56S/32Q/16D                                         | エカテリーナ・マカロワ エレーナ・ベスニナ                     | アンドレア・フラバーチコバ 彭帥                      | 6–2, 4–6, [10–7]    |
| 2月20日         | ハンガリー・レディース・オープン ブダペスト $250,000 - ハード (室内) - 32S/24Q/16D                                        | ティメア・バボシュ                                            | ルーシー・サファロバ                                 | 6–7(4), 6–4, 6–3    |
| 2月20日         | ハンガリー・レディース・オープン ブダペスト $250,000 - ハード (室内) - 32S/24Q/16D                                        | 謝淑薇 オクサナ・カラシニコワ                                 | アリーナ・ロディオノワ ガリナ・ボスコボワ            | 6–3, 4–6, [10–4]    |
| 2月27日         | アビエルト・メキシコ・テルセル アカプルコ $250,000 - ハード - 32S/24Q/16D                                                 | レシア・ツレンコ                                              | クリスティナ・ムラデノビッチ                         | 6–1, 7–5            |
| 2月27日         | アビエルト・メキシコ・テルセル アカプルコ $250,000 - ハード - 32S/24Q/16D                                                 | ダリヤ・ユラク アナスタシア・ロディオノワ                     | ベロニカ・セペデ・ロイグ マリアナ・ドゥケ・マリノ    | 6–3, 6–2            |
| 2月27日         | ALYAマレーシア・オープン クアラルンプール $250,000 - ハード - 32S/24Q/16D                                                 | アシュリー・バーティ                                          | 日比野菜緒                                           | 6–3, 6–2            |
| 2月27日         | ALYAマレーシア・オープン クアラルンプール $250,000 - ハード - 32S/24Q/16D                                                 | アシュリー・バーティ ケーシー・デラクア                       | ニコール・メリヒャル 二宮真琴                        | 7–6(5), 6–3         |
| 3月6日 3月13日  | BNPパリバ・オープン インディアンウェルズ $7,699,423 - ハード - 96S/48Q/32D                                                | エレーナ・ベスニナ                                            | スベトラーナ・クズネツォワ                           | 6–7(6), 7–5, 6–4    |
| 3月6日 3月13日  | BNPパリバ・オープン インディアンウェルズ $7,699,423 - ハード - 96S/48Q/32D                                                | 詹詠然 マルチナ・ヒンギス                                     | ルーシー・ハラデツカ カテリナ・シニアコバ            | 7–6(4), 6–2         |
| 3月20日 3月27日 | マイアミ・オープン マイアミ $7,669,423 - ハード - 96S/48Q/32D                                                             | ジョアンナ・コンタ                                            | キャロライン・ウォズニアッキ                         | 6–4, 6–3            |
| 3月20日 3月27日 | マイアミ・オープン マイアミ $7,669,423 - ハード - 96S/48Q/32D                                                             | ガブリエラ・ダブロウスキー 徐一幡                             | サニア・ミルザ バルボラ・ストリコバ                  | 6–4, 6–3            |
| 4月3日          | ボルボ・カーズ・オープン チャールストン $776,000 - クレー - 56S/48Q/16D                                                   | ダリア・カサトキナ                                            | エレナ・オスタペンコ                                 | 6–3, 6–1            |
| 4月3日          | ボルボ・カーズ・オープン チャールストン $776,000 - クレー - 56S/48Q/16D                                                   | ベサニー・マテック＝サンズ ルーシー・サファロバ               | ルーシー・ハラデツカ カテリナ・シニアコバ            | 6-1, 4-6, [10-7]    |
| 4月3日          | モンテレイ・オープン モンテレイ $250,000 - ハード - 32S/32Q/16D                                                           | アナスタシア・パブリュチェンコワ                              | アンゲリク・ケルバー                                 | 6–4, 2–6, 6–1       |
| 4月3日          | モンテレイ・オープン モンテレイ $250,000 - ハード - 32S/32Q/16D                                                           | 日比野菜緒 アリシア・ロソルスカ                               | ダリラ・ヤクポビッチ ナディヤ・キチェノク            | 6–2, 7–6(4)         |
| 4月10日         | クラロ・コルサニータス・カップ ボゴタ $250,000 - クレー - 32S/24Q/16D                                                     | フランチェスカ・スキアボーネ                                  | ララ・アルアバレナ                                   | 6-4, 7-5            |
| 4月10日         | クラロ・コルサニータス・カップ ボゴタ $250,000 - クレー - 32S/24Q/16D                                                     | ベアトリス・アダド・マイア ナディア・ポドロスカ               | ベロニカ・セペデ・ロイグ マグダ・リネッテ            | 6–3, 7–6(4)         |
| 4月10日         | レディース・オープン・ビール・ビエンヌ ビール/ビエンヌ $250,000 - ハード (室内) - 32S/32Q/16D                             | マルケタ・ボンドロウソバ                                      | アネット・コンタベイト                               | 6–4, 7–6(6)         |
| 4月10日         | レディース・オープン・ビール・ビエンヌ ビール/ビエンヌ $250,000 - ハード (室内) - 32S/32Q/16D                             | 謝淑薇 モニカ・ニクレスク                                     | ティメア・バシンスキー マルチナ・ヒンギス            | 5–7, 6–3, [10–7]    |
| 4月17日         | フェドカップ準決勝 タンパ - クレー ミンスク - ハード (室内)                                                               | 勝利チーム · アメリカ合衆国 · ベラルーシ                      | 敗退チーム · チェコ · スイス                         | 3–2                 |
| 4月24日         | ポルシェ・テニス・グランプリ シュトゥットガルト $776,000 - クレー - 28S/32Q/16D                                           | ラウラ・シグムント                                            | クリスティナ・ムラデノビッチ                         | 6–1, 2–6, 7–6(5)    |
| 4月24日         | ポルシェ・テニス・グランプリ シュトゥットガルト $776,000 - クレー - 28S/32Q/16D                                           | ラケル・アタウォ エレナ・オスタペンコ                         | アビゲイル・スピアーズ カタリナ・スレボトニク        | 6–4, 6–4            |
| 4月24日         | イスタンブール・カップ イスタンブール $250,000 - クレー - 32S/24Q/16D                                                     | エリナ・スビトリナ                                            | エリーズ・メルテンス                                 | 6–2, 6–4            |
| 4月24日         | イスタンブール・カップ イスタンブール $250,000 - クレー - 32S/24Q/16D                                                     | ダリラ・ヤクポビッチ ナディヤ・キチェノク                     | ニコール・メリチャー エリーズ・メルテンス            | 7–6(6), 6–2         |
| 5月1日          | SARラ・プリンセス・ラーラ・メリヤム・グランプリ ラバト $250,000 - クレー - 32S/32Q/16D                                    | アナスタシア・パブリュチェンコワ                              | フランチェスカ・スキアボーネ                         | 7–5, 7–5            |
| 5月1日          | SARラ・プリンセス・ラーラ・メリヤム・グランプリ ラバト $250,000 - クレー - 32S/32Q/16D                                    | ティメア・バボシュ アンドレア・フラバーチコバ                 | ニナ・ストヤノビッチ マリナ・ザネフスカ              | 2–6, 6–3, [10–5]    |
| 5月1日          | プラハ・オープン プラハ $250,000 - クレー - 32S/32Q/16D                                                                   | モナ・バルテル                                                | クリスティナ・プリスコバ                             | 2–6, 7–5, 6–2       |
| 5月1日          | プラハ・オープン プラハ $250,000 - クレー - 32S/32Q/16D                                                                   | アンナ＝レナ・グローネフェルト クベタ・ペシュケ               | ルーシー・ハラデツカ カテリナ・シニアコバ            | 6–4, 7–6(3)         |
| 5月8日          | ムチュア・マドリード・オープン マドリード €5,924,318 - クレー - 64S/32Q/28D                                               | シモナ・ハレプ                                                | クリスティナ・ムラデノビッチ                         | 7–5, 6–7(5), 6–2    |
| 5月8日          | ムチュア・マドリード・オープン マドリード €5,924,318 - クレー - 64S/32Q/28D                                               | 詹詠然 マルチナ・ヒンギス                                     | ティメア・バボシュ アンドレア・フラバーチコバ        | 6–4, 6–3            |
| 5月15日         | BNLイタリア国際 ローマ $3,076,495 - クレー - 56S/32Q/28D                                                                  | エリナ・スビトリナ                                            | シモナ・ハレプ                                       | 4–6, 7–5, 6–1       |
| 5月15日         | BNLイタリア国際 ローマ $3,076,495 - クレー - 56S/32Q/28D                                                                  | 詹詠然 マルチナ・ヒンギス                                     | エカテリーナ・マカロワ エレーナ・ベスニナ            | 7–5, 7–6(4)         |
| 5月22日         | ニュルンベルク・カップ ニュルンベルク $250,000 - クレー - 32S/24Q/16D                                                     | キキ・ベルテンス                                              | バルボラ・クレチコバ                                 | 6–2, 6–1            |
| 5月22日         | ニュルンベルク・カップ ニュルンベルク $250,000 - クレー - 32S/24Q/16D                                                     | ニコール・メリヒャル アナ・スミス                             | キルステン・フリプケンス ヨハンナ・ラーション        | 3–6, 6–3, [11–9]    |
| 5月22日         | ストラスブール国際 ストラスブール $250,000 - クレー - 32S/24Q/16D                                                         | サマンサ・ストーサー                                          | ダリア・ガブリロワ                                   | 5–7, 6–4, 6–3       |
| 5月22日         | ストラスブール国際 ストラスブール $250,000 - クレー - 32S/24Q/16D                                                         | アシュリー・バーティ ケーシー・デラクア                       | 詹皓晴 詹詠然                                        | 6–4, 6–2            |
| 5月29日 6月5日  | 全仏オープン パリ €16,566,000 - クレー 128S/96Q/64D/32X シングルス – ダブルス – 混合ダブルス                              | エレナ・オスタペンコ                                          | シモナ・ハレプ                                       | 4–6, 6–4, 6–3       |
| 5月29日 6月5日  | 全仏オープン パリ €16,566,000 - クレー 128S/96Q/64D/32X シングルス – ダブルス – 混合ダブルス                              | ベサニー・マテック＝サンズ ルーシー・サファロバ               | アシュリー・バーティ ケーシー・デラクア              | 6–2, 6–1            |
| 5月29日 6月5日  | 全仏オープン パリ €16,566,000 - クレー 128S/96Q/64D/32X シングルス – ダブルス – 混合ダブルス                              | ガブリエラ・ダブロウスキー ロハン・ボパンナ                   | アンナ＝レナ・グローネフェルト ロベルト・ファラ      | 2–6, 6–2, [12–10]   |
| 6月12日         | ノッティンガム・オープン ノッティンガム $250,000 - 芝 - 32S/32Q/16D                                                       | ドナ・ベキッチ                                                | ジョアンナ・コンタ                                   | 2–6, 7–6(3), 7–5    |
| 6月12日         | ノッティンガム・オープン ノッティンガム $250,000 - 芝 - 32S/32Q/16D                                                       | モニク・アダムチャック ストーム・サンダース                   | ジョスリン・レイ ローラ・ロブソン                    | 6–4, 4–6, [10–4]    |
| 6月12日         | リコー・オープン スヘルトーヘンボス $250,000 - 芝 - 32S/32Q/16D                                                           | アネット・コンタベイト                                        | ナタリア・ビクトリアンセワ                           | 6–2, 6–3            |
| 6月12日         | リコー・オープン スヘルトーヘンボス $250,000 - 芝 - 32S/32Q/16D                                                           | ドミニカ・チブルコバ キルステン・フリプケンス                 | キキ・ベルテンス デミ・スゥース                      | 4–6, 6–4, [10–6]    |
| 6月19日         | エイゴン・クラシック バーミンガム $885,040 - 芝 - 32S/32Q/16D                                                             | ペトラ・クビトバ                                              | アシュリー・バーティ                                 | 4–6, 6–3, 6–2       |
| 6月19日         | エイゴン・クラシック バーミンガム $885,040 - 芝 - 32S/32Q/16D                                                             | アシュリー・バーティ ケーシー・デラクア                       | 詹皓晴 張帥                                          | 6-1, 2–6, [10–8]    |
| 6月19日         | マヨルカ・オープン マヨルカ $250,000 - 芝 - 32S/32Q/16D                                                                   | アナスタシヤ・セバストワ                                      | ユリア・ゲルゲス                                     | 6–4, 3–6, 6–3       |
| 6月19日         | マヨルカ・オープン マヨルカ $250,000 - 芝 - 32S/32Q/16D                                                                   | 詹詠然 マルチナ・ヒンギス                                     | アナスタシヤ・セバストワ エレナ・ヤンコビッチ        | 不戦勝              |
| 6月26日         | エイゴン国際 イーストボーン $819,000 - 芝 - 48S/32Q/16D                                                                   | カロリナ・プリスコバ                                          | キャロライン・ウォズニアッキ                         | 6–4, 6–4            |
| 6月26日         | エイゴン国際 イーストボーン $819,000 - 芝 - 48S/32Q/16D                                                                   | 詹詠然 マルチナ・ヒンギス                                     | アシュリー・バーティ ケーシー・デラクア              | 6–3, 7–5            |
| 7月3日 7月10日  | ウィンブルドン ロンドン £14,814,000 - 芝 シングルス – ダブルス – 混合ダブルス 128S/96Q/64D/48X                            | ガルビネ・ムグルサ                                            | ビーナス・ウィリアムズ                               | 7–5, 6–0            |
| 7月3日 7月10日  | ウィンブルドン ロンドン £14,814,000 - 芝 シングルス – ダブルス – 混合ダブルス 128S/96Q/64D/48X                            | エカテリーナ・マカロワ エレーナ・ベスニナ                     | 詹皓晴 モニカ・ニクレスク                            | 6–0, 6–0            |
| 7月3日 7月10日  | ウィンブルドン ロンドン £14,814,000 - 芝 シングルス – ダブルス – 混合ダブルス 128S/96Q/64D/48X                            | マルチナ・ヒンギス ジェイミー・マリー                         | ヘザー・ワトソン ヘンリ・コンティネン                | 6–4, 6–4            |
| 7月17日         | ブカレスト・オープン ブカレスト $250,000 - クレー - 32S/32Q/16D                                                           | イリーナ＝カメリア・ベグ                                      | ユリア・ゲルゲス                                     | 6–3, 7–5            |
| 7月17日         | ブカレスト・オープン ブカレスト $250,000 - クレー - 32S/32Q/16D                                                           | イリーナ＝カメリア・ベグ ラルカ・オラル                       | エリーズ・メルテンス デミ・スゥース                  | 6–3, 6–3            |
| 7月17日         | グシュタード・レディース選手権 グシュタード $250,000 - クレー - 32S/16Q/16D                                               | キキ・ベルテンス                                              | アネット・コンタベイト                               | 6–4, 3–6, 6–1       |
| 7月17日         | グシュタード・レディース選手権 グシュタード $250,000 - クレー - 32S/16Q/16D                                               | キキ・ベルテンス ヨハンナ・ラーション                         | ビクトリヤ・ゴルビッチ ニナ・ストヤノビッチ          | 7–6(4), 4–6, [10–7] |
| 7月24日         | スウェーデン・オープン ボースタード $250,000 - クレー - 32S/32Q/16D                                                       | カテリナ・シニアコバ                                          | キャロライン・ウォズニアッキ                         | 6–3, 6–4            |
| 7月24日         | スウェーデン・オープン ボースタード $250,000 - クレー - 32S/32Q/16D                                                       | クイリナ・ルモワーヌ アランツァ・ルス                         | マリア・イリゴエン バルボラ・クレチコバ              | 3–6, 6–3, [10–8]    |
| 7月24日         | 江西省オープン 南昌 $250,000 - ハード - 32S/24Q/16D                                                                       | 彭帥                                                          | 日比野菜緒                                           | 6–3, 6–2            |
| 7月24日         | 江西省オープン 南昌 $250,000 - ハード - 32S/24Q/16D                                                                       | 蒋欣玗 湯千慧                                                 | アーラ・クドゥリャフツェワ アリーナ・ロディオノワ    | 6–3, 6–2            |
| 7月31日         | バンク・オブ・ウエスト・クラシック スタンフォード $776,000 - ハード - 28S/32Q/16D                                         | マディソン・キーズ                                            | ココ・バンダウェイ                                   | 7–6(4), 6–4         |
| 7月31日         | バンク・オブ・ウエスト・クラシック スタンフォード $776,000 - ハード - 28S/32Q/16D                                         | アピゲール・スピアーズ ココ・バンダウェイ                     | アリーゼ・コルネ アリシア・ロソルスカ                | 6–2, 6–3            |
| 7月31日         | シティ・オープン ワシントンD.C. $250,000 - ハード - 32S/32Q/16D                                                           | エカテリーナ・マカロワ                                        | ユリア・ゲルゲス                                     | 3–6, 7–6(2), 6–0    |
| 7月31日         | シティ・オープン ワシントンD.C. $250,000 - ハード - 32S/32Q/16D                                                           | 青山修子 レナタ・ボラコバ                                     | ウージニー・ブシャール スローン・スティーブンス      | 6–2, 6–3            |
| 8月7日          | ロジャーズ・カップ トロント $2,735,139 - ハード - 56S/48Q/28D                                                             | エリナ・スビトリナ                                            | キャロライン・ウォズニアッキ                         | 6–4, 6–0            |
| 8月7日          | ロジャーズ・カップ トロント $2,735,139 - ハード - 56S/48Q/28D                                                             | エカテリーナ・マカロワ エレーナ・ベスニナ                     | アンナ＝レナ・グローネフェルト クベタ・ペシュケ      | 6–0, 6–4            |
| 8月14日         | ウエスタン・アンド・サザン・オープン シンシナティ $2,836,904 - ハード - 48S/32Q/28D                                       | ガルビネ・ムグルサ                                            | シモナ・ハレプ                                       | 6–1, 6–0            |
| 8月14日         | ウエスタン・アンド・サザン・オープン シンシナティ $2,836,904 - ハード - 48S/32Q/28D                                       | 詹詠然 マルチナ・ヒンギス                                     | 謝淑薇 モニカ・ニクレスク                            | 4–6, 6–4, [10–7]    |
| 8月22日         | コネティカット・オープン ニューヘイブン $776,000 - ハード - 30S/32Q/16D                                                   | ダリア・ガブリロワ                                            | ドミニカ・チブルコバ                                 | 4–6, 6–3, 6–4       |
| 8月22日         | コネティカット・オープン ニューヘイブン $776,000 - ハード - 30S/32Q/16D                                                   | ガブリエラ・ダブロウスキー 徐一幡                             | アシュリー・バーティ ケーシー・デラクア              | 3–6, 6–3, [10–8]    |
| 8月28日 9月4日  | 全米オープン ニューヨーク $24,193,400 - ハード 128S/128Q/64D/32X シングルス – ダブルス – 混合ダブルス                     | スローン・スティーブンス                                      | マディソン・キーズ                                   | 6–3, 6–0            |
| 8月28日 9月4日  | 全米オープン ニューヨーク $24,193,400 - ハード 128S/128Q/64D/32X シングルス – ダブルス – 混合ダブルス                     | 詹詠然 マルチナ・ヒンギス                                     | ルーシー・ハラデツカ カテリナ・シニアコバ            | 6–3, 6–2            |
| 8月28日 9月4日  | 全米オープン ニューヨーク $24,193,400 - ハード 128S/128Q/64D/32X シングルス – ダブルス – 混合ダブルス                     | マルチナ・ヒンギス ジェイミー・マリー                         | 詹皓晴 マイケル・ビーナス                            | 6–1, 4–6, [10–8]    |
| 9月11日         | クープ・バンク・ナショナル ケベック・シティー $250,000 - カーペット (室内) - 32S/32Q/16D                                  | アリソン・バン・アイトバンク                                  | ティメア・バボシュ                                   | 5–7, 6–4, 6–1       |
| 9月11日         | クープ・バンク・ナショナル ケベック・シティー $250,000 - カーペット (室内) - 32S/32Q/16D                                  | ティメア・バボシュ アンドレア・フラバーチコバ                 | ビアンカ・アンドリースク カーソン・ブランスティーン  | 6–3, 6–1            |
| 9月11日         | ジャパン女子オープンテニス 東京 $250,000 - ハード - 32S/32Q/16D                                                           | ザリナ・ディアス                                              | 加藤未唯                                             | 6–2, 7–5            |
| 9月11日         | ジャパン女子オープンテニス 東京 $250,000 - ハード - 32S/32Q/16D                                                           | 青山修子 楊釗煊                                               | モニク・アダムチャック ストーム・サンダース          | 6–0, 2–6, [10–5]    |
| 9月18日         | 東レ・パンパシフィック・オープン 東京 $1,000,000 - ハード - 28S/32Q/16D                                                   | キャロライン・ウォズニアッキ                                  | アナスタシア・パブリュチェンコワ                     | 6–0, 7–5            |
| 9月18日         | 東レ・パンパシフィック・オープン 東京 $1,000,000 - ハード - 28S/32Q/16D                                                   | アンドレヤ・クレパーチ マリア・ホセ・マルティネス・サンチェス | ダリア・ガブリロワ ダリア・カサトキナ                | 6–3, 6–2            |
| 9月18日         | 韓国オープン ソウル $250,000 - ハード - 32S/32Q/16D                                                                       | エレナ・オスタペンコ                                          | ベアトリス・アダド・マイア                           | 6–7(5), 6–1, 6–4    |
| 9月18日         | 韓国オープン ソウル $250,000 - ハード - 32S/32Q/16D                                                                       | キキ・ベルテンス ヨハンナ・ラーション                         | ルクシカ・クムクム ペアングタルン・プリプエチ        | 6–4, 6–1            |
| 9月18日         | 広州国際女子オープン 広州 $250,000 - ハード - 32S/24Q/16D                                                                 | 張帥                                                          | アレクサンドラ・クルニッチ                           | 6–2, 3–6, 6–2       |
| 9月18日         | 広州国際女子オープン 広州 $250,000 - ハード - 32S/24Q/16D                                                                 | エリーズ・メルテンス デミ・シュース                           | モニク・アダムチャック ストーム・サンダース          | 6–2, 6–3            |
| 9月25日         | 武漢オープン 武漢 $2,666,000 - ハード - 56S/32Q/16D                                                                       | キャロリン・ガルシア                                          | アシュリー・バーティ                                 | 6–7(3), 7–6(4), 6–2 |
| 9月25日         | 武漢オープン 武漢 $2,666,000 - ハード - 56S/32Q/16D                                                                       | 詹詠然 マルチナ・ヒンギス                                     | 青山修子 楊釗煊                                      | 7–6(5), 3–6, [10–4] |
| 9月25日         | タシケント・オープン タシケント $250,000 - ハード - 32S/24Q/16D                                                           | カテリナ・ボンダレンコ                                        | ティメア・バボシュ                                   | 6–4, 6–4            |
| 9月25日         | タシケント・オープン タシケント $250,000 - ハード - 32S/24Q/16D                                                           | ティメア・バボシュ アンドレア・フラバーチコバ                 | 日比野菜緒 オクサナ・カラシニコワ                    | 7–5, 6–4            |
| 10月2日         | チャイナ・オープン 北京 $6,289,521 - ハード - 60S/32Q/28D                                                                 | キャロリン・ガルシア                                          | シモナ・ハレプ                                       | 6–4, 7–6(3)         |
| 10月2日         | チャイナ・オープン 北京 $6,289,521 - ハード - 60S/32Q/28D                                                                 | 詹詠然 マルチナ・ヒンギス                                     | ティメア・バボシュ アンドレア・フラバーチコバ        | 6–1, 6–4            |
| 10月9日         | 天津オープン 天津 $500,000 - ハード - 32S/32Q/16D                                                                         | マリア・シャラポワ                                            | アリーナ・サバレンカ                                 | 7–5, 7–6(8)         |
| 10月9日         | 天津オープン 天津 $500,000 - ハード - 32S/32Q/16D                                                                         | イリーナ＝カメリア・ベグ サラ・エラニ                         | ダリラ・ヤクポビッチ ニナ・ストヤノビッチ            | 6–4, 6–3            |
| 10月9日         | 香港オープン 香港 $250,000 - ハード - 32S/16Q/16D                                                                         | アナスタシア・パブリュチェンコワ                              | ダリア・ガブリロワ                                   | 5–7, 6–3, 7–6(3)    |
| 10月9日         | 香港オープン 香港 $250,000 - ハード - 32S/16Q/16D                                                                         | 詹詠然 詹皓晴                                                 | 逯佳境 王薔                                          | 6–1, 6–1            |
| 10月9日         | アッパー・オーストリア・レディース・リンツ リンツ $250,000 - ハード (室内) - 32S/32Q/16D                                  | バルボラ・ストリコバ                                          | マグダレナ・リバリコバ                               | 6–4, 6–1            |
| 10月9日         | アッパー・オーストリア・レディース・リンツ リンツ $250,000 - ハード (室内) - 32S/32Q/16D                                  | キキ・ベルテンス ヨハンナ・ラーション                         | ナテラ・ザラミズ クセーニャ・クノル                  | 3–6, 6–3, [10–4]    |
| 10月16日        | クレムリン・カップ モスクワ $790,208 - ハード (室内) - 28S/32Q/16D                                                        | ユリア・ゲルゲス                                              | ダリア・カサトキナ                                   | 6–1, 6–2            |
| 10月16日        | クレムリン・カップ モスクワ $790,208 - ハード (室内) - 28S/32Q/16D                                                        | ティメア・バボシュ アンドレア・フラバーチコバ                 | ニコール・メリヒャル アナ・スミス                    | 6–2, 3–6, [10–3]    |
| 10月16日        | BGLルクセンブルク・オープン ルクセンブルク $250,000 - ハード (室内) - 32S/32Q/16D                                         | カリナ・ビットヘフト                                          | モニカ・プイグ                                       | 6–3, 7–5            |
| 10月16日        | BGLルクセンブルク・オープン ルクセンブルク $250,000 - ハード (室内) - 32S/32Q/16D                                         | レスレイ・カークホーブ リジア・マロザワ                       | ウージニー・ブシャール キルステン・フリプケンス      | 6–7(4), 6–4, [10–6] |
| 10月23日        | BNPパリバ・WTAファイナル シンガポール $7,000,000 - ハード (室内) - 8S (RR)/8D                                             | キャロライン・ウォズニアッキ                                  | ビーナス・ウィリアムズ                               | 6–4, 6–4            |
| 10月23日        | BNPパリバ・WTAファイナル シンガポール $7,000,000 - ハード (室内) - 8S (RR)/8D                                             | ティメア・バボシュ アンドレア・フラバーチコバ                 | キキ・ベルテンス ヨハンナ・ラーション                | 4–6, 6–4, [10–5]    |
| 10月30日        | WTAエリート・トロフィー 珠海 $2,280,935 - ハード (室内) - 12S/6D                                                          | ユリア・ゲルゲス                                              | ココ・バンダウェイ                                   | 7–5, 6–1            |
| 10月30日        | WTAエリート・トロフィー 珠海 $2,280,935 - ハード (室内) - 12S/6D                                                          | 段瑩瑩 韓馨蘊                                                 | 魯晶晶 張帥                                          | 6–2, 6–1            |
| 11月6日         | フェドカップ決勝 ミンスク - ハード (室内)                                                                                 | アメリカ合衆国                                                | ベラルーシ                                           | 3–2                 |

## 2017年最終ランキング
| 順位 | 選手                         | ポイント | 出場数 |
| ---- | ---------------------------- | -------- | ------ |
| 1    | シモナ・ハレプ               | 6175     | 18     |
| 2    | ガルビネ・ムグルサ           | 6135     | 21     |
| 3    | キャロライン・ウォズニアッキ | 6015     | 23     |
| 4    | カロリナ・プリスコバ         | 5730     | 20     |
| 5    | ビーナス・ウィリアムズ       | 5597     | 16     |
| 6    | エリナ・スビトリナ           | 5500     | 19     |
| 7    | エレナ・オスタペンコ         | 5010     | 21     |
| 8    | キャロリン・ガルシア         | 4420     | 24     |
| 9    | ジョアンナ・コンタ           | 3610     | 20     |
| 10   | ココ・バンダウェイ           | 3258     | 18     |

| 順位 | 選手                       | ポイント | 出場数 |
| ---- | -------------------------- | -------- | ------ |
| 1    | マルチナ・ヒンギス         | 10130    | 20     |
| 1    | 詹詠然                     | 10130    | 25     |
| 3    | エレーナ・ベスニナ         | 7320     | 16     |
| 3    | エカテリーナ・マカロワ     | 7320     | 15     |
| 5    | アンドレア・フラバーチコバ | 6885     | 25     |
| 6    | ルーシー・サファロバ       | 6800     | 12     |
| 7    | ティメア・バボシュ         | 5600     | 22     |
| 8    | ベサニー・マテック＝サンズ | 5591     | 9      |
| 9    | 彭帥                       | 4890     | 14     |
| 10   | ケーシー・デラクア         | 4715     | 15     |

## 主な引退選手
- ヤルミラ・ガイドソバ
- ナディア・ペトロワ
- シャハー・ピアー
- ダニエラ・ハンチュコバ
- リーゼル・フーバー
- ベラ・ドゥシェビナ
- メラニー・ウダン
- 伊達公子
- マルチナ・ヒンギス